# Angelina da Costa
Angeline da Costa (Montauban, 26 september 1999) is een Frans-Portugees voetbalspeelster. Ze staat als middenvelder onder contract bij Valaderas Gaia in de Campeonato Nacional Feminino. In het seizoen 2017/18 kwam ze uit voor FC Twente.

## Clubcarrière
Angeline da Costa begon haar professionele carrière bij ASPTT Albi. In het seizoen 2014/15 maakte ze haar debuut in de Division 1 Féminine op 22 februari 2015 in een uitwedstrijd tegen AS Saint-Étienne. Ze was met haar vijftien jaar de jongste debutant in de Ligue 1. Da Costa kwam tot zeven optredens in de hoofdmacht van de club uit Albi. In 2016 maakte ze de overstap naar competitiegenoot Rodez AF. Voor deze club debuteerde ze op 5 februari 2017 in een met 0-3 verloren thuiswedstrijd tegen Paris Saint-Germain.
Op 29 januari 2018 werd bekend dat da Costa een contract had getekend bij FC Twente. Hoofdtrainer Tommy Stroot en technisch directeur René Roord haalden da Costa naar Enschede om het vertrek van Sherida Spitse naar Vålerenga FK op te vangen. Da Costa maakte haar debuut in de Vrouwen Eredivisie op 9 februari 2018 door in een uitwedstrijd tegen VV Alkmaar in te vallen voor Cheyenne van den Goorbergh. Op 27 mei 2018 maakte ze haar basisdebuut in een met 4-3 gewonnen uitwedstrijd tegen sc Heerenveen.
In de zomer van 2018 keerde Da Costa terug in Frankrijk bij ASJ Soyaux. Voor de club uit Soyaux kwam da Costa tot 28 optredens. Na een korte periode bij Stade Brest, vertrok da Costa in 2020 naar het Portugese SCU Torreense. Sinds 2023 komt da Costa uit voor Valadares Gaia, eveneens actief in de Campeonato Nacional Feminino, het hoogste niveau van Portugal.

## Statistieken
| Seizoen | Club           | Land      | Competitie                   | Wedstrijden | Doelpunten |
| ------- | -------------- | --------- | ---------------------------- | ----------- | ---------- |
| 2014/15 | ASPTT Albi     | Frankrijk | Division 1 Féminine          | 4           | 0          |
| 2015/16 | ASPTT Albi     | Frankrijk | Division 1 Féminine          | 3           | 0          |
| 2016/17 | Rodez AF       | Frankrijk | Division 1 Féminine          | 6           | 0          |
| 2017/18 | Rodez AF       | Frankrijk | Division 1 Féminine          | 9           | 0          |
| 2017/18 | FC Twente      | Nederland | Vrouwen Eredivisie           | 4           | 0          |
| 2018/19 | ASJ Soyaux     | Frankrijk | Division 1 Féminine          | 19          | 0          |
| 2019/20 | ASJ Soyaux     | Frankrijk | Division 1 Féminine          | 9           | 0          |
| 2020/21 | SCU Torreense  | Portugal  | Campeonato Nacional Feminino | 12          | 3          |
| 2021/22 | SCU Torreense  | Portugal  | Campeonato Nacional Feminino | 14          | 2          |
| 2022/23 | SCU Torreense  | Portugal  | Campeonato Nacional Feminino | 12          | 0          |
| 2023/24 | Valadares Gaia | Portugal  | Campeonato Nacional Feminino | 28          | 1          |
| 2024/25 | Valadares Gaia | Portugal  | Campeonato Nacional Feminino | 0           | 0          |
| Totaal  | Totaal         | Totaal    | Totaal                       | 110         | 6          |

Laatste update: 1 augustus 2024

## Interlandcarrière
Angelina da Costa is jeugdinternational van Portugal onder 23.